# Conrad Ansorge

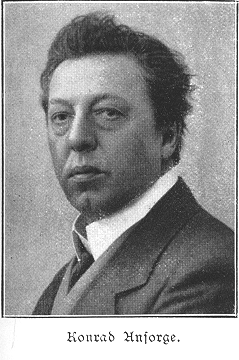
Photographie von Ansorge in Spemanns Goldenem Buch der Musik, 1904

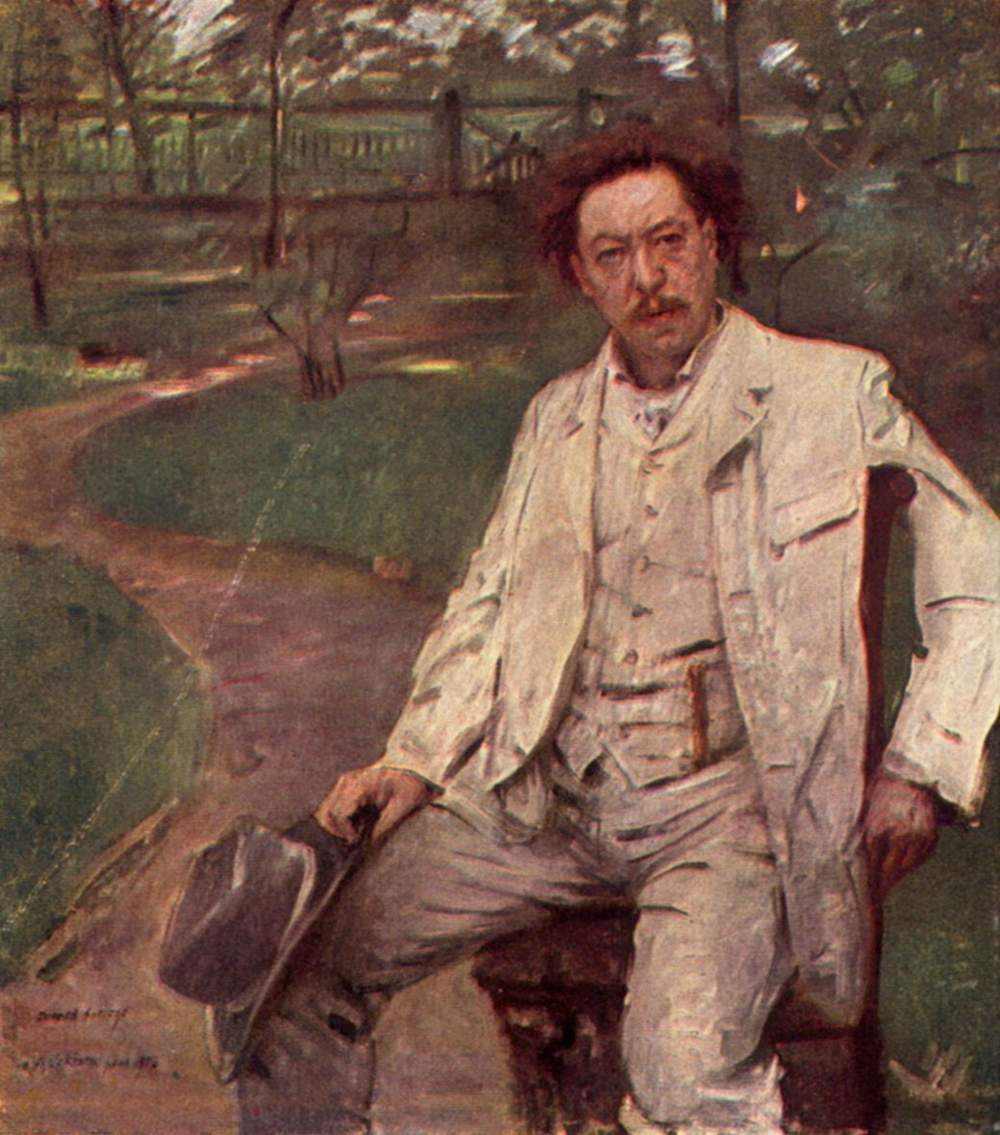
Lovis Corinth: Porträt des Pianisten Conrad Ansorge (1903), Öl auf Leinwand, 141 × 125 cm, München, Städtische Galerie im Lenbachhaus

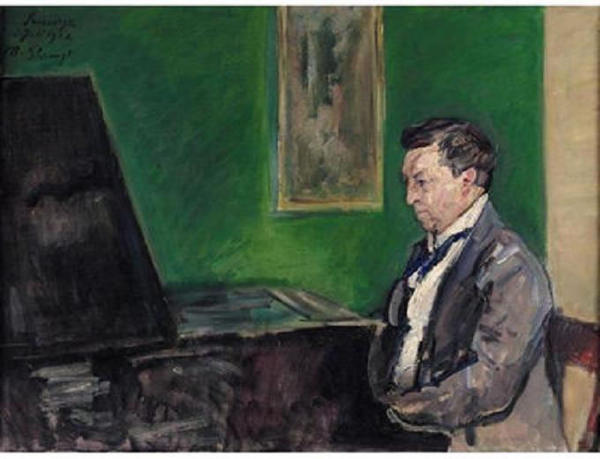
Max Slevogt: Conrad Ansorge am Klavier (1912), Öl auf Leinwand, 60,5 × 81 cm, in Privatbesitz.

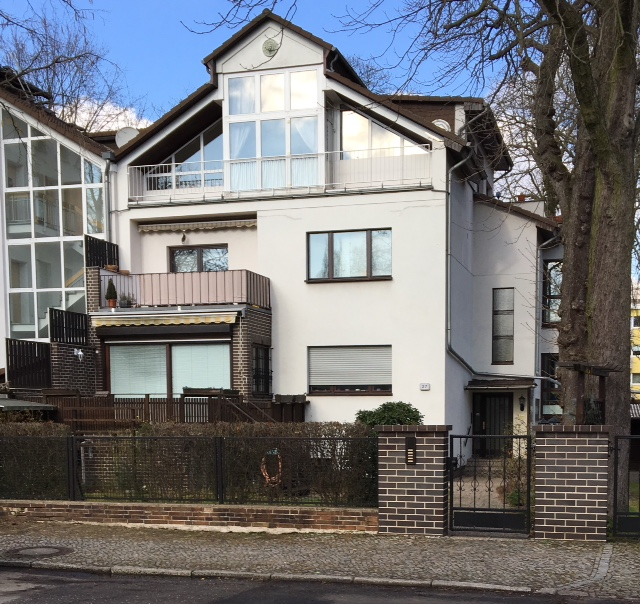
Wohnhaus Conrad Ansorges in der Nussbaumallee 27 in Berlin-Westend

Conrad (auch: Konrad) Eduard Reinhold Ansorge (* 15. Oktober 1862 in Buchwald bei Liebau,  Landkreis Landeshut in Schlesien, heute Polen; † 13. Februar 1930 in Berlin) war ein deutscher Pianist, Komponist und Musikpädagoge.

## Leben
Conrad Ansorge studierte von 1880 bis 1882 am Leipziger Konservatorium, lebte von 1883 bis 1885 in Weimar und war dort 1885 Schüler von Franz Liszt. Anschließend unternahm er zahlreiche Konzertreisen durch ganz Europa und in Amerika. Ansorge ließ sich 1893 in Weimar nieder und lebte dann ab 1895 in Berlin. Von 1898 bis 1904 und erneut von 1916 bis zu seinem Lebensende war er Lehrer am Klindworth-Scharwenka-Konservatorium. 1910–1925 war Ansorge in den Sommermonaten Leiter einer Meisterklasse am Konservatorium in Königsberg.
Seit 1920 war er Leiter der Meisterklasse für Klavier an der Deutschen Akademie für Musik und darstellende Kunst in Prag. 1918 erhielt er die Ernennung zum königlichen Professor.
Ansorge schrieb zahlreiche Orchester- und Kammermusikwerke, Sonaten, Klavierstücke und Lieder sowie Bearbeitungen, die heute bis auf wenige Ausnahmen vergessen sind. Als Pianist zeichnete er sich besonders durch seine tiefgründigen, vergeistigten Interpretationen der Werke Beethovens, Schuberts, Schumanns, Chopins und Liszts aus, wobei die Technik völlig im Dienste der musikalischen Darstellung stand.
Zu Conrad Ansorges Schülern gehörten u. a. Alice Herz-Sommer, Selim Palmgren, James Simon, Wilhelm Furtwängler, Eduard Erdmann, Mina Tobler, Rudolf Müller-Chappuis, Eta Harich-Schneider, Herwarth Walden und Emmi Knoche.
Conrad Ansorge war seit 1891 mit einer ehemaligen Schülerin, der Pianistin Margarete Wegelin (1872–1944), verheiratet. Die beiden hatten vier Kinder. Ihr Sohn Joachim Ansorge (1893–1947) war ebenfalls Pianist und Lehrer am Institut für Schul- und Kirchenmusik in Königsberg (Preußen), von 1939 bis 1945 Professor für Klavier an der Hochschule für Musik in Berlin. Ihr zweiter Sohn Arnulf Ansorge (1894–1954) war nach einer Promotion in Philosophie und Studien in Germanistik an verschiedenen Schulen, auch im Ausland (Brasilien, Frankreich) tätig. Er war mit der Pianistin Elisabeth Lisa Ansorge verheiratet.
Der Schauspieler und Synchronsprecher Joachim Ansorge (1939–1980) war ein Enkel Conrad Ansorges.

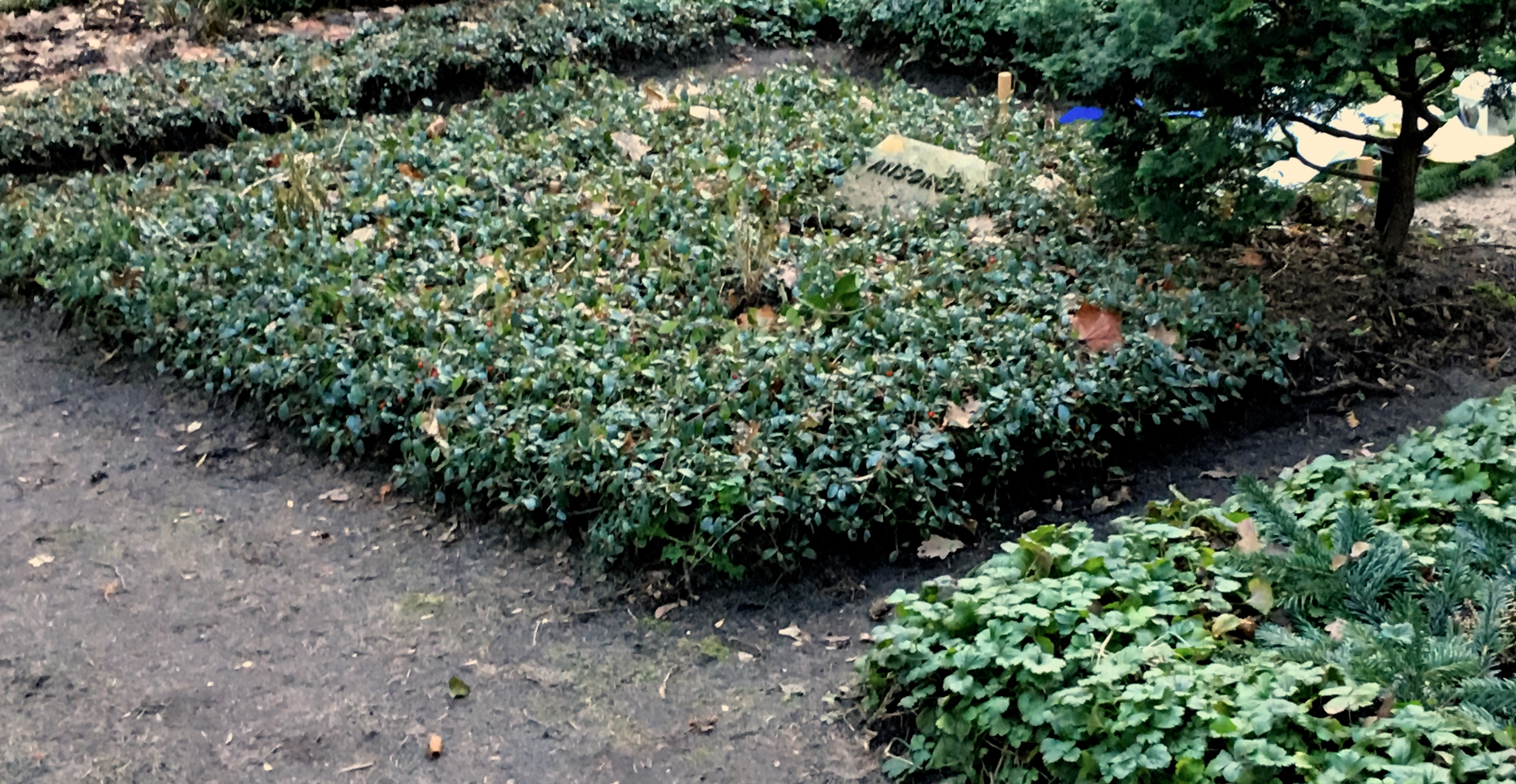
Grab von Conrad Ansorge auf dem Friedhof Heerstraße in Berlin-Westend

Conrad Ansorge starb, nach längerer Krankheit, der auch eine Operation im Vorjahr keine Abhilfe verschaffen konnte, am 13. Februar 1930 im Alter von 67 Jahren in seiner Villa in Berlin-Westend, Nußbaumallee 27. Sein Grab befindet sich auf dem landeseigenen Friedhof Heerstraße in Westend (Grablage: 19-G-21/22/23). Auch die Witwe Margarete geb. Wegelin wurde 1944 dort beigesetzt.
Die letzte Ruhestätte von Conrad Ansorge war von 1958 bis 2013 Ehrengrab des Landes Berlin.

## Werke (Auswahl)
Werke mit Opuszahlen
- op. 1 Sonate für Klavier Nr. 1 f-Moll.
- op. 2 Waldeslieder von Oskar v. Redwitz.
- op. 3 Traumbilder (Dream Pictures) für Pianoforte.
- op. 4 Ballade für Pianoforte d-Moll.
- op. 5 Symphonie „Orpheus“.
- op. 6 Valse – Impromptu für Clavier.
- op. 7 Zwei Lieder.
- op. 8 Traumbilder (Neue Folge) für Clavier.
- op. 9  Streichsextett.
- op. 10 Acht Lieder für eine Singstimme und Clavier.
- op. 11 Sieben Gesänge für eine Singstimme und Clavier.
- op. 12 Vigilien – Stanislaus Przybyzewski (am 13. Juni 1897 fertiggestellt).
- op. 13 Quartett As-Dur, „Vigilien nach Stanislaus Przybyzewski“.
- op. 14 Fünf Gesänge nach Dichtungen von Stefan George (Digitalisat).
- op. 15 Fünf Lieder.
- op. 16 Weidenwald, für eine Singstimme und Klavier, Umdichtung von Stefan George nach Dante Gabriel Rossetti
- op. 17 Fünf Lieder nach Dichtungen von Richard Dehmel.
- op. 18 Erntelieder –  Franz Evers.
- op. 19 „Urworte“ und andere Gedichte von Johann Wolfgang von Goethe.
- op. 20 Zweites Streichquartett A-Dur.
- op. 21 Sonate für Klavier Nr. 2 e-Moll.
- op. 22 Lieder und Gesänge für eine Singstimmen mit Begleitung des Pianoforte.
- op. 23 Sonate Nr. 3 A-Dur für Pianoforte A-Dur.
- op. 24 Sonate für Violoncell und Pianoforte.
- op. 25 „Aussöhnung“, Requiem für Männerchor, Tenorsolo und Orchester.
- op. 26 Lieder für Singstimme und Klavier.
- op. 27 Traumbilder für Pianoforte.
- op. 28 Klavierkonzert F-Dur.
- op. 29 Lieder.
- op. 30 Lieder.[6]

Werke ohne Opuszahlen
- Zwei Gesänge für eine Singstimme mit Clavierbegleitung. Licht & Meyer, Leipzig 1885.
- Romanze es-Moll für Klavier (1887 ?).
- Vier Gesänge für eine Singstimme mit Clavier (vor 1906).
- „Der Zug des Todes“. Symphonische Dichtung für großes Orchester (vor 1895, noch ungedruckt).
- „So ich traurig bin...“ Gesang mit Klavier (1896).
- Klavierstück über Richard Dehmel: „Am Ufer“ (1899).
- Kinderlieder (1902).
- Skizzen zu „Eros“ (Philipp Witkop) „Eine Gesangsszene“ (1910).
- „Sie wandeln durch des Gartens Grün“ (Mombert) (1910).
- Skizzen zu „Empedokles“, Gesang und Orchester (1927).[6]

Bearbeitungen und Editionen
- Polnische Tänze für Klavier zu 2 Händen, frei bearb. von Conrad Ansorge
- Toccata, Adagio und Fuge von Johann Sebastian Bach. Für Klavier übertragen von Conrad Ansorge.
- Im Ullstein-Verlag gab Ansorge von 1923 bis 1927 in der Reihe der Tonmeister-Ausgaben die wichtigsten Klavierwerke Franz Schuberts heraus.[6]

## Tonaufzeichnungen

### Aufnahmen auf Notenrollen für Reproduktions- und Kunstspielklaviere
(Aufnahmen auf Notenrollen für Reproduktions- und Kunstspielklaviere. Da die Angaben auf den Rollenetiketten oft unvollständig bzw. fehlerhaft sind, werden Eigennamen und die Titel der Musikstücke in der heute üblichen Form angegeben. Die Angabe des Jahres der Aufnahme muss nicht immer mit dem Erscheinungsjahr identisch sein).
Welte (Welte-Mignon)
- Conrad Ansorge: Ballade für Klavier d-Moll op. 4, (Rolle Nr. 286, Aufnahme: 1905).
- Conrad Ansorge: Traumbilder op. 8, (Rolle Nr. 289, Aufnahme: 1905).
- Johann Sebastian Bach, Conrad Ansorge: Toccata C-Dur (Rolle Nr. 288, Aufnahme: 1905).
- Ludwig van Beethoven: Sonate für Klavier Nr. 30 E-Dur op. 109. 3. Satz: Andante, (Rolle Nr. 290, Aufnahme: 1905).
- Franz Schubert, Franz Liszt: Frühlingsglaube. Aus: 12 Lieder von Schubert, R 243, S. 558. Transkription von Franz Schubert: Frühlingsglaube (Text: Ludwig Uhland) D 686, (Rolle Nr. 291, Aufnahme: 1905).
- Franz Schubert, Franz Liszt: Du bist die Ruh. Aus: 12 Lieder von Franz Schubert, R 243, S. 558. Transkription von Franz Schubert: Du bist die Ruh (Text: Friedrich Rückert) D 776, (Rolle Nr. 292, Aufnahme: 1905, 1909).
- Franz Schubert: Impromptu c-Moll op. 90 Nr. 1, D 899, (Rolle Nr. 287, Aufnahme: 1905).[8]

Quelle:
Hupfeld (Phonola)
- Conrad Ansorge: Sonate op. 1, Adagio, (Rolle Nr. 55694, 12626).
- Conrad Ansorge: Traumbilder op. 8 Nr. 2, Nr. 4, (Rolle Nr. 52339, 12627).
- Franz Schubert, Conrad Ansorge: Gruppe aus dem Tartarus. Aus: Meisterlieder für Klavier zu 2 Händen. I. Sammlung. Michow, Charlottenburg 1900. Transkription von Franz Schubert: Gruppe aus dem Tartarus (Text: Friedrich von Schiller) op. 24 Nr. 1, D 394 (583, 65), (Rolle Nr. 55613, 12641).
- Ludwig van Beethoven: Sonate für Klavier c-Moll op. 13 „Pathétique“, (Rolle Nr. 50023, 12628).
- Ludwig van Beethoven: Sonate für Klavier e-Moll op. 90, (Rolle Nr. 52355, 12629).
- C. Bürgel: Arietta op. 25, (Rolle Nr. 58095, 12631).
- Frédéric Chopin: Nocturne cis-Moll op. 27 Nr. 1, (Rolle Nr. 52709, 12632).
- Frédéric Chopin: Sonate b-Moll op. 35, 1. Satz, (Rolle Nr. 55794, 12633).
- Franz Liszt: Ungarische Rhapsodie Nr. 14. R. 106, G. 244, (Rolle Nr. 53799, 12635).
- Franz Liszt: Liebesträume – 3 Notturnos. Nr. 1 Hohe Liebe. R. 211, S. 541, (Rolle Nr. 53793, 12634).
- Franz Schubert, Franz Liszt: Frühlingsglaube. Aus: 12 Lieder von Franz Schubert, R. 243, S. 558. Transkription von Franz Schubert: Frühlingsglaube (Text: Ludwig Uhland) D 686, (Rolle Nr. 53992, 12640).
- Franz Schubert, Franz Liszt: Gretchen am Spinnrade. Aus: 12 Lieder von Franz Schubert, R. 243, S. 558. Transkription von Franz Schubert: Gretchen am Spinnrade (Text: Johann Wolfgang von Goethe) op. 2, D 118, (Rolle Nr. 50253, 12639).
- Franz Schubert, Franz Liszt: Erlkönig. Aus: 12 Lieder von Franz Schubert, R 243, S. 558. Transkription von Franz Schubert: Erlkönig (Text: Johann Wolfgang von Goethe) op. 1, D 328,  (Rolle Nr. 50604, 12638).
- Franz Schubert: Sonate für Klavier B-Dur. D 960. 1. Satz: Molto moderato, (Rolle Nr. 50390 a/b, 12643).
- Franz Schubert: Moment musical As-Dur op. 94 Nr. 2, D 780, (Rolle Nr. 57308, 12642).
- Felix Mendelssohn Bartholdy: Lied ohne Worte F-Dur op. 53 Nr. 4, (Rolle Nr. 50618, 12636).
- Anton Rubinstein: Étude op. 23 Nr. 2, (Rolle Nr. 51425, 12637).[9]

Quelle:
Philipps (Duca)
- Conrad Ansorge: Ballade für Klavier d-Moll op. 4,  (Rolle Nr. 783).
- Ludwig van Beethoven: Sonate für Klavier d-Moll op. 31 Nr. 2, (Rolle Nr. 770–772).
- Ludwig van Beethoven: Sonate für Klavier c-Moll op. 111, (Rolle Nr. 773–774).
- Frédéric Chopin: Ballade As-Dur op. 47, (Rolle Nr. 764).
- Frédéric Chopin: Nocturne fis-Moll op. 48 Nr. 2, (Rolle Nr. 765).
- Frédéric Chopin: Impromptu Ges-Dur op. 51 Mr. 3, (Rolle Nr. 766).
- Franz Liszt: Études d‘exécution transcendante. Nr. 11 Harmonies du Soir. R 2/b, S. 139. (Rolle Nr. 775).
- Franz Schubert, Franz Liszt: Soirée de Vienne. Valses-caprices d’après Schubert Nr. 6. a-Moll R 252, S. 427, (Rolle Nr. 776).
- Robert Schumann: Kinderszenen op. 15 Nr. 12 Kind im Einschlummern, (Rolle Nr. 780).
- Josef Suk: Vom Mütterchen op. 23 Nr. 3 Wie Mütterchen nachts dem kranken Kind sang, (Rolle Nr. 781).[10]

Quelle:

### Aufnahmen auf Schallplatten
Parlophone, Odeon, Decca, Opal
- Frédéric Chopin, Franz Liszt: Glanes de Woronince. Nr. 2 Mélodies polonaises. R 101, S. 249. (Parlophone P 9310/E 10973/A 4219, American Decca 25520. Aufnahme 1928).[11]
- Wolfgang Amadeus Mozart: Klaviersonate C-Dur KV 330. 2. Satz Andante, (Parlophone E 10986/Parlophone France 57009, Odeon O-7814, American Decca 25357, LP Opal 824/5 Aufnahme: 1928). Die Aufnahme ist auf youtube abrufbar.
- Franz Schubert: Moment musical f-Moll op. 94 Nr. 3, D 780 (Parlophone E 10986/Parlophone France 57009, Odeon O-7814, American Decca 25357, LP Opal 824/5). Die Aufnahme ist auf youtube abrufbar.
- Robert Schumann: Romanze b-Moll op. 28 Nr. 1, (Parlophone E 10973/Parlophone France 57008/A4219, Odeon O-7621, American Decca 25520. Aufnahme auf Blüthner-Flügel: 1928).
- Robert Schumann: Romanze Fis-Dur op. 28 Nr. 2, (Parlophone France 57008, Odeon O-7621. Aufnahme auf Blüthner-Flügel: 1928). Überspielung auf CD: s. unten. Die Aufnahme ist auf youtube abrufbar.[12]

Quelle:
Vox
- Ludwig van Beethoven: Sonate für Klavier c-Moll op. 13 („Sonate pathétique“), (Vox 06359, 06760, 06361 A. Aufnahme: 1927).
- Ludwig van Beethoven: Sonate für Klavier cis-Moll op. 27 Nr. 2 („Mondscheinsonate“), (Vox 06347, 06348, 06352 A. Aufnahme: 1927).
- Ludwig van Beethoven: Rondo C-Dur op. 51 Nr. 1, (Vox 06352 B. Aufnahme: 1927).
- Ludwig van Beethoven, Conrad Ansorge: An die ferne Geliebte. Für Klavier übertragen von Conrad Ansorge. Dreililien, Berlin 1901. Transkription von Ludwig van Beethoven: „An die ferne Geliebte“ op. 98, (Vox 06361 B. Aufnahme: 1927).

Quelle:

### Übertragungen von Plattenaufnahmen auf CD
- The pupils of Franz Liszt. Pearl GEMM CDS 9972 (Enthält: Nr. 5: Robert Schumann: Romanze Fis-Dur op. 28 Nr. 2 , Nr. 6: Franz Liszt: Glanes de Woronince Nr. 2 Mélodies polonaises. R 101, S. 249).[7]